# Halk Nor
Halk Nor er et lille nor der ligger ved Lillebælt, cirka 10 kilometer sydøst for Haderslev, cirka 2 km syd for landsbyen Halk i Haderslev Kommune. Det er en kystlagune der rummer et artsrigt plante- og dyreliv og udgør betydningsfulde levesteder for sjældne fugle og plantearter. Halk Nor er et projektområde  LIFE BaltCoast projektet og er en del af det omkring 35.000 hektar store Natura 2000 område nr. 112 Lillebælt.
Vest for noret findes vigen Sandvig med bebyggelserne Hejsager Strand og Kelstrup Strand.